# فرانسيسكو دي ماريانو
فرانسيسكو دي ماريانو (بالإيطالية: Francesco Di Mariano) (20 أبريل 1996 بباليرمو في إيطاليا - ) هو لاعب كرة قدم إيطالي في مركز الوسط. لعب مع نادي روما ونادي ليتشي.

## روابط خارجية
- فرانسيسكو دي ماريانو على موقع قاعدة بيانات كرة القدم.إي يو (الإنجليزية)
- فرانسيسكو دي ماريانو على موقع Soccerway.com (الإنجليزية)
- فرانسيسكو دي ماريانو على موقع AS.com (الإسبانية)